# Fußball-Club Würzburger Kickers 2021-2022
Questa voce raccoglie le informazioni riguardanti il Fußball-Club Würzburger Kickers nelle competizioni ufficiali della stagione 2021-2022.

## Stagione
Nella stagione 2021-2022 il Würzburger Kickers, allenato da Torsten Ziegner, Danny Schwarz e Ralf Santelli, concluse il campionato di 3. Liga al 18º posto e fu retrocesso in Regionalliga. In Coppa di Germania il Würzburger Kickers fu eliminato al primo turno dal Friburgo. In Coppa Baviera il Würzburger Kickers fu eliminato in semifinale dall'Illertissen.

## Rosa
| N. |                       | Ruolo | Calciatore         |
| -- | --------------------- | ----- | ------------------ |
| 1  | Germania (bandiera)   | P     | Hendrik Bonmann    |
| 2  | Germania (bandiera)   | D     | Dennis Waidner     |
| 3  | Germania (bandiera)   | C     | Niklas Hoffmann    |
| 4  | Germania (bandiera)   | D     | Lars Dietz         |
| 5  | Germania (bandiera)   | D     | Leon Schneider     |
| 6  | Germania (bandiera)   | C     | Tobias Kraulich    |
| 7  | Montenegro (bandiera) | C     | Mirnes Pepić       |
| 9  | Germania (bandiera)   | A     | Taha Aksu          |
| 9  | Germania (bandiera)   | A     | Marvin Pourié      |
| 10 | Germania (bandiera)   | A     | Maximilian Breunig |
| 11 | Germania (bandiera)   | A     | Saliou Sané        |
| 14 | Germania (bandiera)   | C     | Louis Breunig      |
| 16 | Germania (bandiera)   | D     | Peter Kurzweg      |
| 17 | Germania (bandiera)   | A     | Dildar Atmaca      |
| 19 | Austria (bandiera)    | C     | Marco Hausjell     |
| 20 | Kosovo (bandiera)     | C     | Fanol Përdedaj     |

| N. |                         | Ruolo | Calciatore                   |
| -- | ----------------------- | ----- | ---------------------------- |
| 21 | Germania (bandiera)     | A     | Moritz Heinrich              |
| 22 | Germania (bandiera)     | C     | Daniel Hägele                |
| 24 | Germania (bandiera)     | P     | Marc Richter                 |
| 25 | Germania (bandiera)     | C     | Dominik Meisel               |
| 26 | Germania (bandiera)     | D     | Alexander Lungwitz           |
| 27 | RD del Congo (bandiera) | C     | Nzuzi Toko                   |
| 29 | Polonia (bandiera)      | C     | David Kopacz                 |
| 30 | Germania (bandiera)     | A     | Tizian Hümmer                |
| 32 | Germania (bandiera)     | D     | Christian Strohdiek          |
| 33 | Germania (bandiera)     | P     | Maximilian Pérez Hintermeier |
| 34 | Germania (bandiera)     | C     | Marvin Stefaniak             |
| 37 | Germania (bandiera)     | A     | Ryan-Segon Adigo             |
| 38 | Germania (bandiera)     | A     | Robert Herrmann              |
| 39 | Germania (bandiera)     | A     | André Becker                 |
|    | Germania (bandiera)     | D     | Niklas Schories              |
|    | Slovenia (bandiera)     | A     | Mitja Lotrič                 |

## Organigramma societario
Area tecnica
- Allenatore: Ralf Santelli
- Allenatore in seconda: Philipp Eckart
- Preparatore dei portieri: Marco Langner
- Preparatori atletici:

## Calciomercato

### Sessione estiva
| Acquisti | Acquisti           | Acquisti               | Acquisti |
| R.       | Nome               | da                     | Modalità |
| -------- | ------------------ | ---------------------- | -------- |
| A        | Taha Aksu          | Admira Wacker M.       |          |
| A        | Mitja Lotrič       | NŠ Mura                |          |
| A        | Marvin Pourié      | Karlsruhe              |          |
| A        | Ryan-Segon Adigo   | Borussia M'gladbach II |          |
| A        | Dildar Atmaca      | Arminia Bielefeld U19  |          |
| C        | Louis Breunig      | Kickers Würzburg U19   |          |
| A        | Maximilian Breunig | Admira Wacker M.       |          |
| A        | Moritz Heinrich    | Unterhaching           |          |
| D        | Alexander Lungwitz | Bayern Monaco          |          |
| C        | Fanol Përdedaj     | Saarbrücken            |          |
| P        | Marc Richter       | Burnley U23            |          |
| A        | Saliou Sané        | Magdeburgo             |          |
| D        | Leon Schneider     | Uerdingen 05           |          |
| D        | Niklas Schories    | Kickers Würzburg U19   |          |
| D        | Dennis Waidner     | Bayern Monaco II       |          |

| Cessioni | Cessioni           | Cessioni         | Cessioni |
| R.       | Nome               | a                | Modalità |
| -------- | ------------------ | ---------------- | -------- |
| A        | Rajiv van La Parra | Apollōn Smyrnīs  |          |
| D        | Niklas Schories    | TSV Großbardorf  |          |
| D        | Lion Schweers      | Wuppertal        |          |
| A        | Mitja Lotrič       | NŠ Mura          |          |
| C        | Patrick Sontheimer | Viktoria Colonia |          |
| A        | Dominic Baumann    | Zwickau          |          |
| D        | Rolf Feltscher     | Duisburg         |          |
| A        | Ridge Munsy        | Hansa Rostock    |          |
| A        | Marvin Pieringer   | Schalke 04       |          |
| C        | Frank Ronstadt     | Darmstadt        |          |
| D        | Umut Ünlü          | Grasshoppers II  |          |

### Sessione invernale
| Acquisti | Acquisti         | Acquisti         | Acquisti |
| R.       | Nome             | da               | Modalità |
| -------- | ---------------- | ---------------- | -------- |
| A        | André Becker     | Jahn Ratisbona   |          |
| D        | Peter Kurzweg    | Ingolstadt 04    |          |
| C        | Marvin Stefaniak | Wolfsburg        |          |
| C        | Marco Hausjell   | Admira Wacker M. |          |

| Cessioni | Cessioni         | Cessioni         | Cessioni |
| R.       | Nome             | a                | Modalità |
| -------- | ---------------- | ---------------- | -------- |
| A        | Vladimir Nikolov | Admira Wacker M. |          |

## Risultati

### 3. Liga

#### Girone di andata
| Arbitro: | Bokop |

|         |           |  |
| Bär 13’ | Marcatori |  |

| Arbitro: | Stegemann |

|  |           |            |
|  | Marcatori | 72’ Petkov |

| Arbitro: | Fuchs |

|             |           |             |
| Saghiri 87’ | Marcatori | 10’ Breunig |

| Arbitro: | Bokop |

|            |           |           |
| Kopacz 48’ | Marcatori | 81’ Klaas |

| Arbitro: | Erbst |

|                |           |  |
| Tauriainen 90’ | Marcatori |  |

| Arbitro: | Schwengers |

|          |           |            |
| Sané 23’ | Marcatori | 90’ Gouras |

| Arbitro: | Bacher |

|                     |           |  |
| Steurer 5’ Frey 45’ | Marcatori |  |

| Würzburg 11 settembre 2021, ore 14:00 CEST 8ª giornata | Kickers Würzburg | 0 – 0 referto | Havelse | flyeralarm Arena (3 676 spett.)\| Arbitro: \| Ballweg \| |
| Arbitro:                                               | Ballweg          |               |         |                                                          |

| Arbitro: | Alt |

|            |           |                        |
| Müller 88’ | Marcatori | 5’ Kopacz 52’ Herrmann |

| Arbitro: | Hussein |

|  |           |                                                |
|  | Marcatori | 52’ Goppel 67’ (rig.), 81’ (rig.), 84’ Nilsson |

| Arbitro: | Benen |

|                      |           |  |
| Raschl 2’ Tachie 25’ | Marcatori |  |

| Arbitro: | Speckner |

|              |           |            |
| Rossmann 13’ | Marcatori | 26’ Pourié |

| Arbitro: | Bauer |

|                         |           |             |
| Kraulich 55’ Pourié 80’ | Marcatori | 90’ Türpitz |

| Arbitro: | Erbst |

|  |           |                         |
|  | Marcatori | 23’ Kraulich 26’ Pourié |

| Arbitro: | Bacher |

|  |           |                          |
|  | Marcatori | 8’ Müller 15’ Lauberbach |

| Arbitro: | Kessel |

|                    |           |          |
| Ciğerci 75’ (rig.) | Marcatori | 8’ Pepić |

| Arbitro: | Oldhafer |

|              |           |                                 |
| Kraulich 25’ | Marcatori | 35’, 86’ Faßbender 63’ Tankulić |

| Halle 4 dicembre 2021, ore 14:00 CET 18ª giornata | Hallescher | 0 – 0 referto | Kickers Würzburg | Leuna-Chemie-Stadion (2 992 spett.)\| Arbitro: \| Ittrich \| |
| Arbitro:                                          | Ittrich    |               |                  |                                                              |

| Arbitro: | Burda |

|                        |           |                               |
| Pourié 29’ Breunig 74’ | Marcatori | 52’ (aut.) Dietz 90’ Schikora |

#### Girone di ritorno
| Arbitro: | Badstübner |

|  |           |                      |
|  | Marcatori | 32’, 71’ Bär 37’ Lex |

| Arbitro: | Bauer |

|                       |           |  |
| Rabihic 88’ Akono 90’ | Marcatori |  |

| Arbitro: | Schwengers |

|              |           |                     |
| Herrmann 69’ | Marcatori | 40’ Sohm 90’ Wagner |

| Arbitro: | Jablonski |

|                      |           |  |
| Heider 39’ Opoku 51’ | Marcatori |  |

| Arbitro: | Oldhafer |

|            |           |            |
| Becker 23’ | Marcatori | 13’ Wagner |

| Arbitro: | Kessel |

|                     |           |           |
| Zeitz 68’ Jacob 81’ | Marcatori | 2’ Becker |

| Arbitro: | Bokop |

|            |           |                                      |
| Pourié 72’ | Marcatori | 4’ Bouhaddouz 39’ (rig.) Stoppelkamp |

| Arbitro: | Burda |

|               |           |                                            |
| Arkenberg 73’ | Marcatori | 25’ Strohdiek 71’ Herrmann 84’ (rig.) Sané |

| Arbitro: | Schwengers |

|                         |           |                                 |
| Kraulich 74’ Pourié 85’ | Marcatori | 22’, 50’ Atik 69’ Kath 83’ Ceka |

| Arbitro: | Petersen |

|  |           |            |
|  | Marcatori | 90’ Kopacz |

| Arbitro: | Heft |

|                                 |           |           |
| Breunig 20’ Kopacz 35’ Sané 87’ | Marcatori | 4’ Pfanne |

| Arbitro: | Schultes |

|  |           |          |
|  | Marcatori | 7’ Fritz |

| Monaco di Baviera 3 aprile 2022, ore CEST 32ª giornata | Türkgücü | – non disputata referto | Kickers Würzburg | Stadio Olimpico |

| Arbitro: | Stegemann |

|          |           |                         |
| Sané 85’ | Marcatori | 32’ Wunderlich 58’ Boyd |

| Arbitro: | Ballweg |

|             |           |  |
| Henning 54’ | Marcatori |  |

| Arbitro: | Braun |

|                                         |           |  |
| Sané 68’ (rig.) Herrmann 78’ Pourié 81’ | Marcatori |  |

| Arbitro: | Erbst |

|                        |           |                                                      |
| Hemlein 11’ Ametov 45’ | Marcatori | 15’ (rig.) Sané 58’ Schneider 67’ Breunig 79’ Pourié |

| Arbitro: | Hussein |

|             |           |                      |
| Kurzweg 74’ | Marcatori | 33’ (rig.), 78’ Huth |

| Arbitro: | Bokop |

|                                                                                         |           |  |
| Baumann 22’, 49’ Reinthaler 63’ König 80’ Schneider 83’ (aut.) Hauptmann 86’ Starke 90’ | Marcatori |  |

### Coppa di Germania
| Arbitro: | Brand |

|  |           |            |
|  | Marcatori | 45’ Schmid |

### Coppa Baviera
| 11 agosto 2021, ore 18:30 CEST Primo turno | Kickers Würzburg | 9 – 0 | SV Gutenstetten-Steinachgrund |  |

| 18 agosto 2021, ore 17:45 CEST Secondo turno | TSV Großbardorf | 1 – 3 | Kickers Würzburg |  |

| 7 settembre 2021, ore 19:00 CEST Ottavi di finale | Eltersdorf | 0 – 3 | Kickers Würzburg |  |

| 8 marzo 2022, ore 19:00 CET Quarti di finale | Schweinfurt 05 | 1 – 4 | Kickers Würzburg |  |

| 26 marzo 2022, ore 14:00 CET Semifinale | Illertissen | 3 – 1 | Kickers Würzburg |  |

## Statistiche

### Statistiche di squadra
| Competizione      | Punti | In casa | In casa | In casa | In casa | In casa | In casa | In trasferta | In trasferta | In trasferta | In trasferta | In trasferta | In trasferta | Totale | Totale | Totale | Totale | Totale | Totale | DR  |
| Competizione      | Punti | G       | V       | N       | P       | Gf      | Gs      | G            | V            | N            | P            | Gf           | Gs           | G      | V      | N      | P      | Gf     | Gs     | DR  |
| ----------------- | ----- | ------- | ------- | ------- | ------- | ------- | ------- | ------------ | ------------ | ------------ | ------------ | ------------ | ------------ | ------ | ------ | ------ | ------ | ------ | ------ | --- |
| 3. Liga           | 31    | 18      | 2       | 5       | 11      | 18      | 32      | 19           | 5            | 5            | 9            | 16           | 27           | 37     | 7      | 10     | 20     | 34     | 59     | -25 |
| Coppa di Germania | -     | 1       | 0       | 0       | 1       | 0       | 1       | 0            | 0            | 0            | 0            | 0            | 0            | 1      | 0      | 0      | 1      | 0      | 1      | -1  |
| Coppa Baviera     | -     | 1       | 1       | 0       | 0       | 9       | 0       | 4            | 3            | 0            | 1            | 11           | 5            | 5      | 4      | 0      | 1      | 20     | 5      | +15 |
| Totale            | 31    | 20      | 3       | 5       | 12      | 27      | 33      | 23           | 8            | 5            | 10           | 27           | 32           | 43     | 11     | 10     | 22     | 54     | 65     | -11 |

### Andamento in campionato
| Giornata  | 1  | 2  | 3  | 4  | 5  | 6  | 7  | 8  | 9  | 10 | 11 | 12 | 13 | 14 | 15 | 16 | 17 | 18 | 19 | 20 | 21 | 22 | 23 | 24 | 25 | 26 | 27 | 28 | 29 | 30 | 31 | 32 | 33 | 34 | 35 | 36 | 37 | 38 |
| --------- | -- | -- | -- | -- | -- | -- | -- | -- | -- | -- | -- | -- | -- | -- | -- | -- | -- | -- | -- | -- | -- | -- | -- | -- | -- | -- | -- | -- | -- | -- | -- | -- | -- | -- | -- | -- | -- | -- |
| Luogo     | T  | C  | T  | C  | T  | C  | T  | C  | T  | C  | T  | T  | C  | T  | C  | T  | C  | T  | C  | C  | T  | C  | T  | C  | T  | C  | T  | C  | T  | C  | C  | T  | C  | T  | C  | T  | C  | T  |
| Risultato | P  | P  | N  | N  | P  | N  | P  | N  | V  | P  | P  | N  |    | V  | P  | N  | P  | N  | N  | P  | P  | P  | P  | N  | P  | P  | V  | P  | V  | V  | P  | N  | P  | P  | V  | V  | P  | P  |
| Posizione | 16 | 19 | 16 | 15 | 17 | 18 | 18 | 18 | 17 | 19 | 18 | 18 | 18 | 18 | 18 | 18 | 18 | 18 | 18 | 18 | 18 | 18 | 18 | 18 | 19 | 19 | 18 | 18 | 18 | 18 | 18 | 18 | 18 | 18 | 18 | 18 | 18 | 18 |

Legenda:

Luogo: C = Casa; T = Trasferta. Risultato: V = Vittoria; N = Pareggio; P = Sconfitta.

### Statistiche dei giocatori
| Giocatore      | 3. Liga  | 3. Liga | 3. Liga     | 3. Liga    | Coppa di Germania | Coppa di Germania | Coppa di Germania | Coppa di Germania | Totale   | Totale | Totale      | Totale     |
| Giocatore      | Presenze | Reti    | Ammonizioni | Espulsioni | Presenze          | Reti              | Ammonizioni       | Espulsioni        | Presenze | Reti   | Ammonizioni | Espulsioni |
| -------------- | -------- | ------- | ----------- | ---------- | ----------------- | ----------------- | ----------------- | ----------------- | -------- | ------ | ----------- | ---------- |
| R. Adigo       | 13       | 0       | 2           | 0          | 0                 | 0                 | 0                 | 0                 | 13       | 0      | 2           | 0          |
| D. Atmaca      | 10       | 0       | 0           | 0          | 0                 | 0                 | 0                 | 0                 | 10       | 0      | 0           | 0          |
| A. Becker      | 6        | 2       | 1           | 0          | 0                 | 0                 | 0                 | 0                 | 6        | 2      | 1           | 0          |
| H. Bonmann     | 34       | 0       | 3           | 0          | 1                 | 0                 | 0                 | 0                 | 35       | 0      | 3           | 0          |
| L. Breunig     | 16       | 1       | 2           | 0          | 0                 | 0                 | 0                 | 0                 | 16       | 1      | 2           | 0          |
| M. Breunig     | 21       | 3       | 0           | 0          | 1                 | 0                 | 0                 | 0                 | 22       | 3      | 0           | 0          |
| L. Dietz       | 23       | 0       | 6           | 0          | 1                 | 0                 | 0                 | 0                 | 24       | 0      | 6           | 0          |
| M. Hausjell    | 8        | 0       | 1           | 0          | 0                 | 0                 | 0                 | 0                 | 8        | 0      | 1           | 0          |
| M. Heinrich    | 22       | 0       | 4           | 0          | 1                 | 0                 | 0                 | 0                 | 23       | 0      | 4           | 0          |
| R. Herrmann    | 29       | 4       | 4           | 0          | 1                 | 0                 | 0                 | 0                 | 30       | 4      | 4           | 0          |
| M. Hintermeier | 0        | 0       | 0           | 0          | 0                 | 0                 | 0                 | 0                 | 0        | 0      | 0           | 0          |
| N. Hoffmann    | 23       | 0       | 3           | 1          | 1                 | 0                 | 1                 | 0                 | 24       | 0      | 4           | 1          |
| D. Hägele      | 16       | 0       | 1           | 0          | 0                 | 0                 | 0                 | 0                 | 16       | 0      | 1           | 0          |
| T. Hümmer      | 3        | 0       | 0           | 0          | 0                 | 0                 | 0                 | 0                 | 3        | 0      | 0           | 0          |
| D. Kopacz      | 34       | 4       | 5           | 1          | 1                 | 0                 | 0                 | 0                 | 35       | 4      | 5           | 1          |
| T. Kraulich    | 34       | 4       | 6           | 0          | 1                 | 0                 | 0                 | 0                 | 35       | 4      | 6           | 0          |
| P. Kurzweg     | 12       | 1       | 3           | 1          | 0                 | 0                 | 0                 | 0                 | 12       | 1      | 3           | 1          |
| A. Lungwitz    | 19       | 0       | 0           | 0          | 1                 | 0                 | 0                 | 0                 | 20       | 0      | 0           | 0          |
| D. Meisel      | 24       | 0       | 3           | 0          | 1                 | 0                 | 0                 | 0                 | 25       | 0      | 3           | 0          |
| V. Nikolov     | 8        | 0       | 2           | 0          | 0                 | 0                 | 0                 | 0                 | 8        | 0      | 2           | 0          |
| M. Pepić       | 21       | 1       | 3           | 0          | 0                 | 0                 | 0                 | 0                 | 21       | 1      | 3           | 0          |
| F. Përdedaj    | 27       | 0       | 8           | 0          | 1                 | 0                 | 1                 | 0                 | 28       | 0      | 9           | 0          |
| M. Pourié      | 27       | 8       | 2           | 0          | 1                 | 0                 | 0                 | 0                 | 28       | 8      | 2           | 0          |
| M. Richter     | 3        | 0       | 0           | 0          | 0                 | 0                 | 0                 | 0                 | 3        | 0      | 0           | 0          |
| S. Sané        | 26       | 6       | 4           | 0          | 1                 | 0                 | 0                 | 0                 | 27       | 6      | 4           | 0          |
| L. Schneider   | 32       | 1       | 5           | 0          | 1                 | 0                 | 0                 | 0                 | 33       | 1      | 5           | 0          |
| M. Stefaniak   | 14       | 0       | 3           | 0          | 0                 | 0                 | 0                 | 0                 | 14       | 0      | 3           | 0          |
| C. Strohdiek   | 21       | 1       | 3           | 0          | 0                 | 0                 | 0                 | 0                 | 21       | 1      | 3           | 0          |
| N. Toko        | 0        | 0       | 0           | 0          | 0                 | 0                 | 0                 | 0                 | 0        | 0      | 0           | 0          |
| D. Waidner     | 30       | 0       | 4           | 0          | 1                 | 0                 | 0                 | 0                 | 31       | 0      | 4           | 0          |